# Cires-lès-Mello
Cires-lès-Mello – miejscowość i gmina we Francji, w regionie Hauts-de-France, w departamencie Oise.
Według danych na rok 1990 gminę zamieszkiwało 3458 osób, a gęstość zaludnienia wynosiła 207 osób/km² (wśród 2293 gmin Pikardii Cires-lès-Mello plasuje się na 62. miejscu pod względem liczby ludności, natomiast pod względem powierzchni na miejscu 142.).